# XL Lubuskie Lato Filmowe
40. Lubuskie Lato Filmowe (XL LLF) – jeden z najstarszych polskich festiwali filmowych (pierwsza edycja w 1969), odbył się jak co roku w Łagowie w województwie lubuskim w dniach 26 czerwca – 3 lipca 2011 r.
Podobnie jak w latach poprzednich, 40. Lubuskie Lato Filmowe – Łagów 2011 było festiwalem międzynarodowym z konkursem o nagrody Złotego, Srebrnego i Brązowego Grona w kategorii filmów fabularnych oraz o nagrodę Złotego Grona w kategorii filmów dokumentalnych.
Pokazy filmów odbyły się m.in. w kompleksowo wyremontowanym, łagowskim amfiteatrze.

## Jury[4]
- Robert Gliński – przewodniczący Jury Festiwalu
  - Martin Kaňuch
  - István Krasztel
  - Denis Nikitenko
  - Rafał Marszałek

Referentami jubileuszowego konkursu zostali:
- Sebastian Jagielski
- dr Agnieszka Morstin-Popławska
- prof. Tadeusz Lubelski
- Maciej Stroiński
- dr Mateusz Werner

## Patronat mediowy
XL LLF:
- Telewizja Polska
- „Gazeta Lubuska”
- Radio Zachód
- Stopklatka.pl
- miesięcznik „Kino”

## Wyniki[6]

### Werdykt Jury Konkursu Głównego o Nagrodę Złotego Grona
- Nagrodę Złotego Grona przyznano dla Sergeya Loznitsy za film Szczęście moje (My Joy)
- Srebrne Grono dla Antoniego Krauzego za film Czarny czwartek
- Brązowe Grono otrzymał Lech Majewski za film Młyn i krzyż
- Nagrodę Organizatorów im. Juliusza Burskiego przyznano dla Juraja Herza za film Młyn Habermana (Habermann)

### Werdykt Jury Konkursu Filmów Dokumentalnych
- Złote Grono dla Marcela Łozińskiego za film Tonia i jej dzieci
- Srebrne Grono dla Jaro Vojtka za film Wykluczeni (Out of Round)
- Brązowe Grono dla Daniela Zielińskiego za film Takie życie...
- Nagroda za najlepsze zdjęcia dla Audriusa Kemežysa do filmu Przemytnicy książek

### Werdykt Nagrody Krótkich Filmów Fabularnych
Publiczność oglądająca filmy w Piekarni „Cicha Kobieta” postanowiła przyznać nagrodę Złotego Grona w kategorii Krótkich Filmów Fabularnych dla Weroniki Teofilskiej za film Ostatni pociąg

### Protokół z posiedzenia Jury Nagrody Klubu Kultury Filmowej
Nagrodę Klubu Kultury Filmowej przyznano dla Lechowi Majewskiemu za film Młyn i krzyż

### Werdykt Polsko-Niemieckich Spotkań Młodzieży
- Za najlepszy niemiecki film festiwalu uznano film Cena (Der Preis) w reżyserii Elke Hauck
- Za najlepszy polski film festiwalu uznano film Erratum w reżyserii Marka Lechkiego